# Marie de Régnier
Marie de Régnier, qui signait ses œuvres Gérard d'Houville (elle a aussi écrit sous le pseudonyme de Gérardine), Marie de Heredia de son nom de jeune fille, est une romancière, poétesse et dramaturge française, née le 20 décembre 1875 à Paris 7e et morte le 6 février 1963 à Suresnes. Elle est la deuxième des trois filles de José-Maria de Heredia, la benjamine étant Louise.

## Biographie
Tout enfant, Marie de Heredia, Marie Louise Antoinette de Heredia de son nom complet, fréquente poètes et artistes : Leconte de Lisle, Anna de Noailles, Paul Valéry ou Pierre Louÿs sont accueillis chez son père José-Maria de Heredia. Elle écrit ses premiers vers à la bibliothèque de l'Arsenal, dont son père est le directeur. Sa vie sentimentale et familiale est assez agitée, elle épouse le poète Henri de Régnier, puis devient la maîtresse de Pierre Louÿs, père probable de son fils, Pierre de Régnier (1898-1943), futur journaliste. Elle a par ailleurs d'autres amants, Edmond Jaloux et son ami Jean-Louis Vaudoyer, le poète Gabriele D'Annunzio exilé à Paris entre 1910 et 1914 ou encore le dramaturge Henri Bernstein. On lui prête aussi une relation saphique avec Georgie Raoul-Duval.
Son pseudonyme « Gérard d'Houville » vient du nom de jeune fille de sa grand-mère paternelle. Sous ce nom de plume, elle reçoit en 1918 le 1er prix de littérature de l'Académie française pour l'ensemble de son œuvre (première femme à obtenir ce prix).
En 1894, elle contribue à créer une canacadémie, l'Académie canaque, parodie de l'Académie française.
À partir de 1894, elle publie des poèmes dans la Revue des deux Mondes. Son premier roman, L'Inconstante, paraît en 1903.
Elle est présidente de l'Académie Mallarmé.
Plusieurs peintres ont fait d'elle son portrait, parmi lesquels Jacques-Émile Blanche, Jean-Louis Forain.
Pierre Louÿs, qui a été son amant, a pris plusieurs photographies nues d'elle dans des positions lascives.

### Vie privée
Bisexuelle, elle a été amante de Mathilde de Morny, surnommée Missy, elle-même amante de Colette.
Elle a été l'amante de Pierre Louÿs d'abord et de Jean de Tinan ensuite. C'est ce qu'elle raconte, de façon romancée, dans son roman L'Inconstante.
Henri de Régnier était au courant des liaisons de son épouse, mais n'a pas apprécié l'affichage de la relation entre Marie de Heredia et Henri Bernstein. Leur liaison prend fin après que Marie de Heredia a été battue à plusieurs reprises par Henri Bernstein.
Succède à la liaison avec Henri Bernstein, celle avec Gabriele D'Annunzio. Puis, est entamée une relation avec André Chaumeix, le seul de ses amants à ne pas être poète.

## Œuvres

### Romans

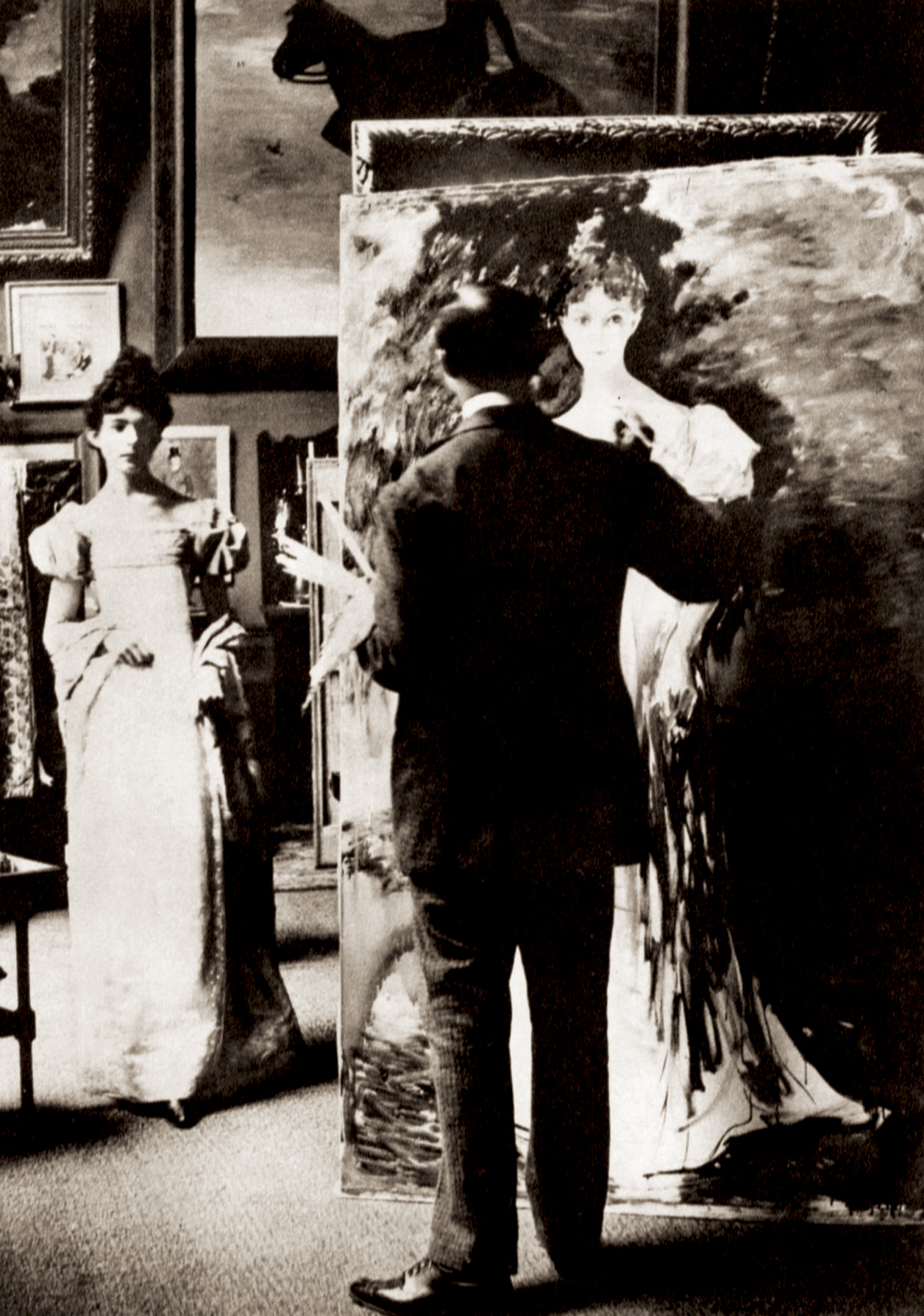
Marie de Heredia posant pour son portrait dans l'atelier de Jacques-Émile Blanche.

- L'Inconstante, 1903 ; rééd. Bartillat, Paris, préf. Marie de Laubier, 176 p., 2024  (ISBN 9782841007776)
- Esclave, 1905
- Le Temps d'aimer, 1908
- Le Séducteur, 1914
- Jeune Fille, 1916
- Tant pis pour toi, 1921[7].
- Le Roman des quatre, 1923, écrit en collaboration avec Paul Bourget, Henri Duvernois et Pierre Benoit.
- Le Chou, 1924
- La Vie amoureuse de l'Impératrice Joséphine, 1924 ; réédition en 1933 sous le titre L'Impératrice Joséphine
- L'Enfant, 1925
- Clowns, 1925
- Esclave amoureuse, 1927
- La Vie amoureuse de la Belle Hélène, 1928
- Le Charmant Rendez-vous, 1929
- Les Rêves de Rikiki, 1930, dessins de Pierre de Régnier
- Enfantines et Amoureuses, 1946

### Recueil de nouvelles
- « Le papillon rouge » (ill. Edmond Dulac), L'Illustration,‎ décembre 1909, p. 13-16 (lire en ligne).
- Chez le magicien, 1926

### Ouvrages de littérature d'enfance et de jeunesse
- Proprette et Cochonnet, 1926
- Victor Hugo raconté par l'image, 1930

### Poésie
- Vingt poèmes, 1925
- Le Diadème de Flore, 1928
- Les Poésies de Gérard d'Houville, 1930

### Théâtre
- Aujourd'hui et demain, 1916
- Il faut toujours compter sur l'imprévu, 1916
- La nuit porte conseil, 1917
- Le Chien chinois, 1920
- Le Sylphe, 1922
- L'heure exacte ou nul n'échappe à son destin, 1927
- Il ne faut pas dire : Fontaine.., 1927
- Je crois que je vous aime… : sept proverbes, 1927
- Lettres à Henri Mondor : autour de Stéphane Mallarmé, 2011 (publication posthume)

### Autres publications
- Billet à M. Alfred de Musset après la représentation de Fantasio, 1925
- Falbalas et Fanfreluches : almanach des modes présentes, passées & futures pour 1925, 1925
- Paris et les voyages, 1925
- Opinions candides, 1926
- Adieu à d'Annunzio, 1935
- Au château de Bourdonné : le souvenir de José Maria de Hérédia, 1935
- Spectacles - le jardin de Mme de Noailles, 1935
- Introduction à Peau d'âme de Catherine Pozzi, 1935

## Prix et distinctions
- 1918 : Grand prix de littérature de l'Académie française, pour l'ensemble de son œuvre[8]
- 1955 : Prix Gustave Le Métais-Larivière de l'Académie française[8]
- 1958 : Grand prix de poésie de l'Académie française, pour l'ensemble de son œuvre poétique[8]

## Hommages
- Impasse Marie-de-Régnier, dans le 16e arrondissement de Paris.
- Le drame historique français Curiosa, réalisé par Lou Jeunet, retrace la vie de Marie de Hérédia. Il est sorti en 2019.